# Texas Norther
Ein Texas Norther oder Blue Norther, kurz auch Norther, bezeichnet in der Meteorologie ein im mittleren Westen und auf den Great Plains der USA auftretendes Wetterphänomen in Form einer Kältewelle. Der Name dieses Phänomens bezieht sich zum einen auf die Windrichtung aus Norden, zum anderen auf den Bundesstaat Texas bzw. auf den klaren dunkelblauen Himmel, der mit einem blue norther einhergeht.
Da auf dem nordamerikanischen Festland nennenswerte Wetterscheiden in Form von Gebirgszügen in Ost-West-Richtung fehlen, kann zu allen Jahreszeiten kalte Polarluft von der Hudson Bay bis an die Golfküste gelangen und drastische Temperaturstürze verursachen. Bei einem norther fallen die Temperaturen um bis zu 25 °F (~14 °C) in der Stunde. Die als norther bezeichnete Wetterlage kann bis zu drei Tage lang anhalten.